# Obel Tower
Obel Tower je neboder u sjevernoirskom glavnom gradu Belfastu. Njegova izgradnja je stajala 60 milijuna GBP te je s visinom od 85 m najviši u Sjevernoj Irskoj. Nakon što je dovršen 2011., neboder je nadmašio postojeći Windsor House koji je visok 80 m.
Nalazi se kraj obala rijeke Lagan pored Lagan Weira.
Zgrada ima 233 apartmana od čega je rezervacija za prvih 182 apartmana počela u ožujku 2005. Vrijednost apartmana kretala se između 100.000 - 475.000 GBP.
Konstrukcijski radovi na podzemnom parkingu od dva kata su započeli u siječnju 2006. ali je gradnja obustavljena sredinom 2007. Tada je uklonjena sva građevinska oprema dok se gradnja nastavila tek 17. lipnja 2008.
Tvrtka koja je gradila Obel Tower je planirala da će u siječnju 2008. dobiti dozvolu za izgradnju dva dodatna kata. Očekivani dovršetak izgradnje samog nebodera je bio planiran za ljeto 2010. ali on se produžio do proljeća 2011. Ti dodatno izgrađeni katovi su povećali visinu zgrade s 80,5 m na 85 m.
U ožujku 2011. je najavljeno da će londonska pravna tvrtka Allen & Overy unajmiti sve dostupne poslovne prostore u Obel Toweru.

## Vanjske poveznice
- Službene web stranice Obel Towera  Arhivirana inačica izvorne stranice od 5. veljače 2012. (Wayback Machine)